# Rukopis královédvorský
Rukopis královédvorský (RK; v prvním vydání bratrským pravopisem Králodworský, vydáváno také pod označením kralodvorský) je rukopis obsahující české básně (nebo písně či zpěvy) tematicky spadající do raného středověku. Paleograficky, lexikálně a stylisticky se rukopis hlásí do 13. až 14. století. V době národního obrození byly tyto texty považovány za vrcholné dílo raného období české literatury a byly také v 19. století inspirací pro tvorbu mnoha českých umělců, především pro takzvanou generaci Národního divadla.
Rukopis se spolu s Rukopisem zelenohorským (RZ) stal předmětem sporů o pravost Rukopisů (spor o RKZ), které vrcholily na konci 19. století, ale doznívaly ještě dlouho poté. Oba rukopisy jsou považovány za padělky z počátku 19. století, ale stále existuje skupina obhájců, kteří aktivně dokazují, že mohly vzniknout dříve – ve středověku, případně na počátku 16. století nebo i v době barokní.

## Historie rukopisu

### Nalezení

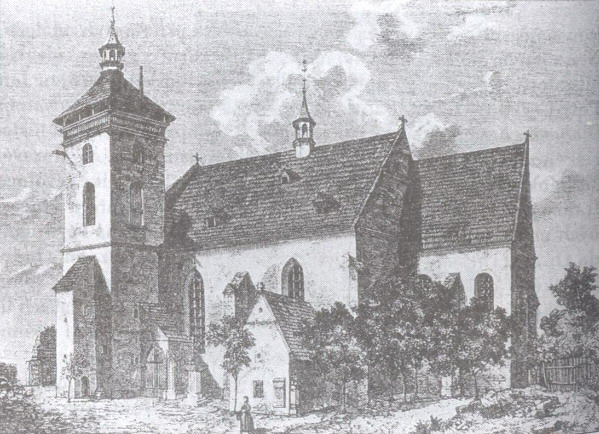
Děkanský kostel sv. Jana Křtitele, ve kterém byl nalezen rukopis královédvorský

Rukopis královédvorský údajně objevil Václav Hanka, tehdy mladý právník bez stálého zaměstnání, 16. září 1817 ve věžní kobce děkanského kostela sv. Jana Křtitele při své návštěvě ve Dvoře Králové nad Labem. O pergamenech údajně už dříve věděl místní kaplan Pankrác Ignác Borč, který listy RK předal Václavu Hankovi. U nálezu bylo v kobce přítomných  dalších pět osob.
Hanka pak požádal magistrát města Dvůr Králové, aby mu byl rukopis úředně darován, což se v roce 1818 (tedy ještě před zveřejněním) opravdu stalo. V roce 1823, když se Hanka stal knihovníkem Vlasteneckého musea (dnešní Národní muzeum), daroval rukopis do jeho sbírek.

### Vydání

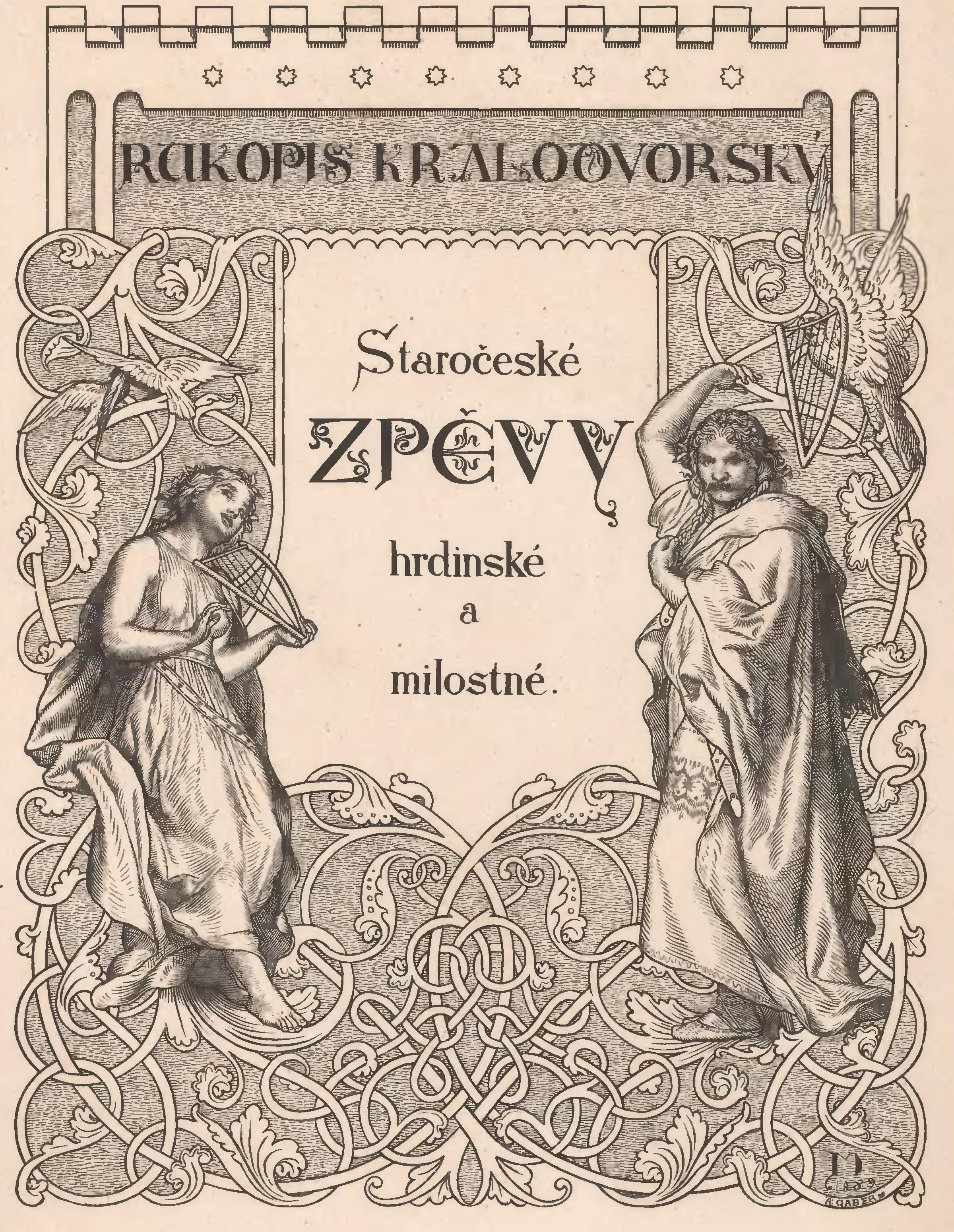
Vydání z roku 1861 s obálkou od Josefa Mánesa

Poprvé Rukopis královédvorský vydal tiskem Václav Hanka roku 1819 a spolu s básníkem a překladatelem Václavem Aloisem Svobodou jej doplnili novočeským a německým překladem.
Později byl RK vydán ještě mnohokrát, v 19. století patřil spolu s Rukopisem zelenohorským k nejčtenějším a nejvydávanějším titulům. Např. už v roce 1843 vydal Václav Hanka Rukopis královédvorský s překladem do slovanských jazyků, němčiny a angličtiny (Rukopis Kralodvorský, a jiné výtečnějšie národnie spěvopravné básně: slovně i věrně v póvodniem starém jazyku, s pripojeniem polského, južno-ruského, illyrského, krainského, hornolužického, německého i anglického preloženie – vydánie čtvrté Váceslava Hanky).
Za zmínku stojí neúspěšné bibliofilské vydání „hrdinských zpěvů“ RK z roku 1861, ilustrované dřevoryty tehdy ještě nepříliš známého Josefa Mánesa; editorem novočeského převodu byl Karel Jaromír Erben. Příprava edice v nepříznivé době Bachova absolutismu trvala dlouho a vzhledem k ceně se údajně nakonec přihlásilo jen pět předplatitelů. Druhá část obsahující „milostné zpěvy“ RK pak vyšla jako prémie Umělecké besedy v roce 1876, a teprve roku 1972 byl tento tisk vydán kompletně zásluhou typografa Oldřicha Hlavsy.

### Spory o pravost
Zatímco pravost Rukopisu zelenohorského (tehdy ještě zvaného Libušin soud) už záhy po jeho objevení zpochybnil Josef Dobrovský, Rukopis královédvorský se těšil větší důvěře. Navíc v dalších desetiletích byly Rukopisy i díky autoritě Františka Palackého obecně považovány za pravé a jejich příběhy se staly součástí obrozenecky oslavované národní minulosti. Takto se pěvec zmíněný v Rukopisu královédvorském Lumír dostal do titulu předního literárního časopisu Lumír. Přesto se postupně objevovaly kritické hlasy a o pravost rukopisů se začaly vést spory. 
Koncem sedmdesátých let dva významní odborníci (Šembera, Vašek) zpochybnili pravosti RZ a z jeho zfalšování obvinili objevitele RK Václava Hanku. To vedlo ke kritickému zkoumání i tohoto rukopisu. V roce 1886 se do sporu na straně kritiků významně zapojil také Tomáš Garrigue Masaryk. V únorovém čísle roku 1886 vydal ve svém časopise Athenaeum článek odborníka na staročeštinu Jana Gebauera Potřeba dalších zkoušek Rukopisu Královédvorského a Zelenohorského (Athenaeum, únor 1886, s. 152–164). Na tento článek navázal T. G. Masaryk dalším článkem, formulovaným jako dopis, kde vyslovil i své vlastní pochybnosti o pravosti Rukopisů a vyzval Gebauera: „...prosím napište nám do Athenaea neb kamkoli článek o češtině RK a RZ a hlavně k odchylkám ukažte...“.
Proti pravosti Rukopisů výrazně vystoupil také historik Jaroslav Goll, literární historikové Josef Truhlář či Jaroslav Vlček, klasický filolog Josef Král a další.
Navrhovaným chemickým průzkumem pověřilo Národní muzeum profesory Antonína Bělohoubka a Vojtěcha Šafaříka. Jejich závěrečná „Zpráva o chemickém a drobnohledném ohledání některých rukopisů musejních“ vydaná v roce 1887 konstatovala, že se RK chová jako jiné pravé památky ze středověku. Spor v té době už přerostl z odborné debaty i do roviny politické a osobní. Názor o nepravosti Rukopisů definitivně převážil. Důsledkem bylo mimo jiné nařízení rakouského ministerstva kultu a vyučování z roku 1893 (ministrem byl tehdy Paul Gautsch), kterým byly Rukopisy úředně přeřazeny ze staročeské literatury do literatury novočeské a v českých školách se začalo vyučovat, že RK i RZ jsou novodobé padělky.
Pak spor poněkud utichl a znovu se výrazněji objevil až po 1. světové válce, kdy například v roce 1932 byla ustavena Česká společnost rukopisná.
V letech 1968–1971 byly Rukopisy zkoumány v Kriminalistickém ústavu takzvaným Ivanovovým týmem. Ten mylně dospěl k tomu, že RK i RZ jsou palimpsesty, tedy nový text napsaný na starý pergamen s vyškrábaným původním textem, a jejich autory jsou pravděpodobně Václav Hanka, Josef Linda a malíř František Horčička. Přesto dodnes někteří lidé, např. skupina českých intelektuálů sdružená v České společnosti rukopisné, zpochybňují důkazy o nepravosti Rukopisů a o jejich vytvoření až na počátku 19. století, a navrhovali provést hmotný průzkum nejnovějšími metodami. Průzkum, ovšem zaměřený pouze na dokumentaci současného fyzického stavu obou rukopisů, byl proveden v letech 2017–2018. Výsledky průzkumu pomocí rentgenového záření podle zastánkyně rukopisů Dany Mentzlové nepodporují závěr, že Královédvorský rukopis je palimpsest.

## Popis

### Podoba rukopisu

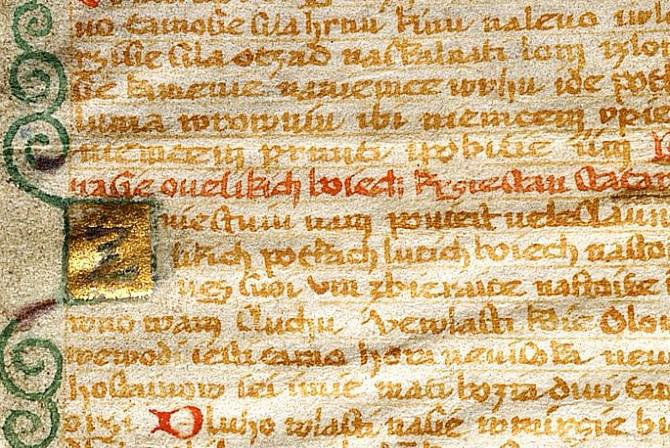
Iniciála Z začínající báseň Jaroslav:
„Zvěstuju vám pověst veleslavn[ú]“…

Rukopis královédvorský se skládá ze sedmi pergamenových dvojlistů popsaných po obou stranách, dva listy jsou neúplné, ze tří čtvrtin odříznuté, takže rukopis tvoří 24 celých stran a 4 tzv. proužky. Listy jsou přibližně stejně velké, vysoké 12 cm a široké 7–8 cm. Proužky mají šířku 2 cm. Počet řádek kolísá od 31 do 33 řádek na stranu. Skladby jsou psány jako próza, bez rozdělení na verše, text je bez interpunkcí a některá slova jsou spojena – to někdy vede k rozdílné interpretaci různými autory novočeských přepisů i k různému počtu veršů (někdy se uvádí celkový počet veršů 1229).
Pergamen rukopisu je barvy žlutavě šedé, místy je zašpiněný. Běžné písmo je minuskula (gotická fraktura). Je psané železitoduběnkovým inkoustem dnes světle žlutohnědé barvy. Rukopis je vyzdoben rumělkovými rubrikacemi kapitol, sedmi iniciálkami a 50 majuskulemi v textu.
Před skladbami jsou i nadpisy, které je označují jako část podstatně rozsáhlejšího textu. Nalezené pergameny jsou podle těchto nadpisů v rozsahu přibližně tří kapitol třetí knihy – mělo by se jednat o konec 25. kapitoly, celé kapitoly 26. a 27. a začátek kapitoly 28.
Dnes je Rukopis královédvorský uložen v oddělení rukopisů a vzácných tisků Knihovny Národního muzea v Praze pod signaturou 1 A b 6.

### Literární obsah

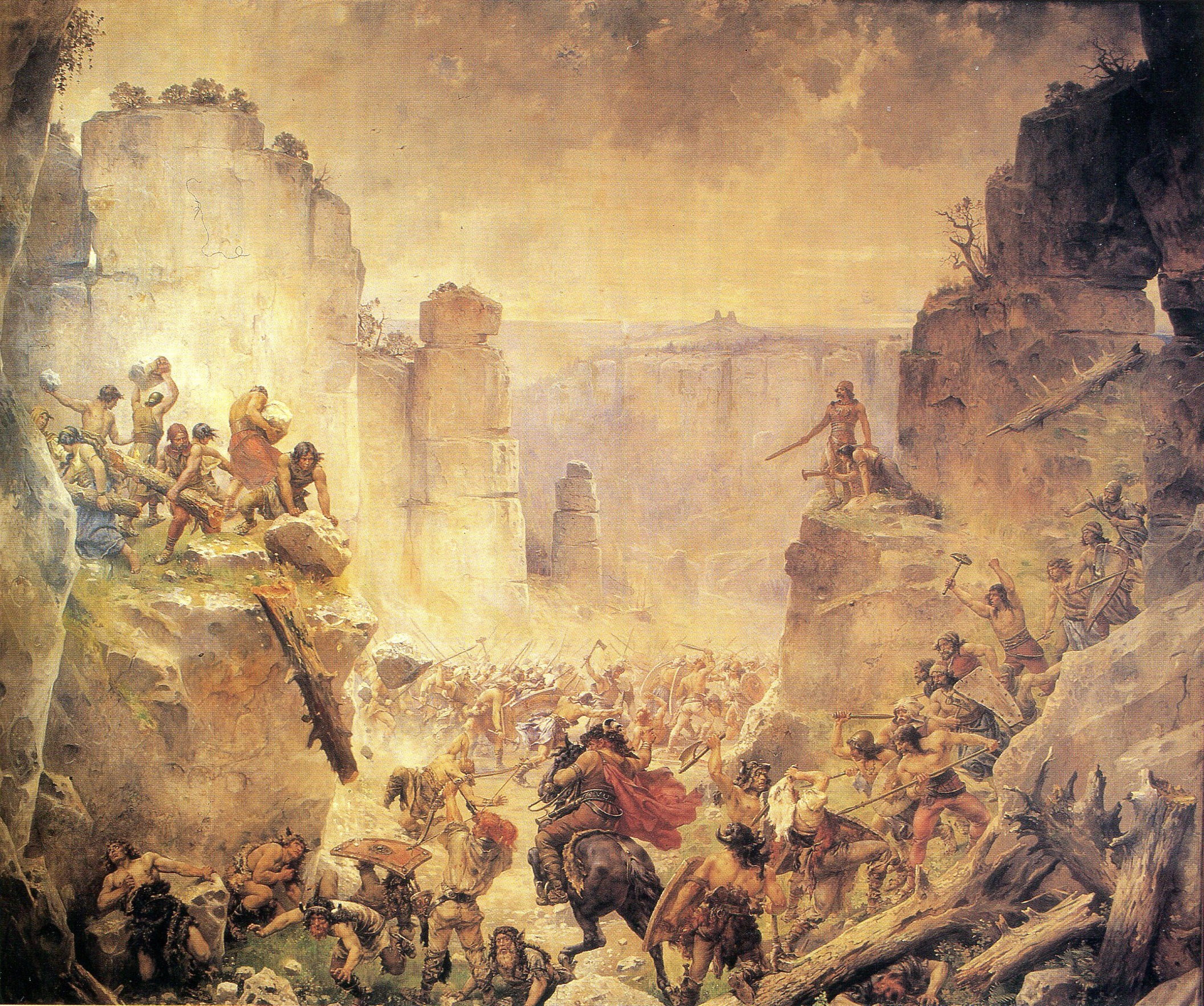
Pobití Sasíků pod Hrubou Skálou od M. Alše z roku 1895

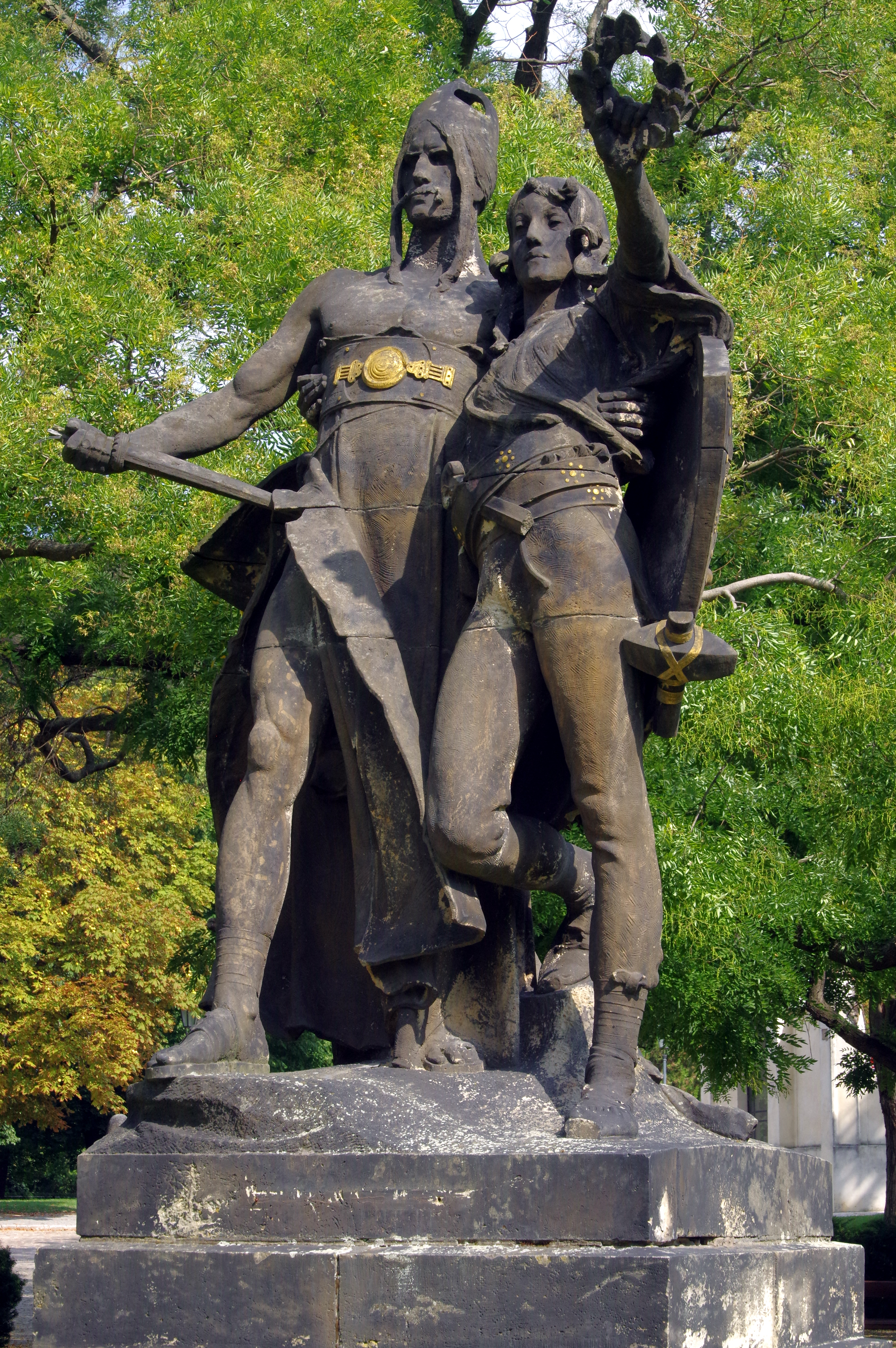
Sousoší Záboj a Slavoj od J. V. Myslbeka z roku 1881

Rukopis královédvorský obsahuje celkem 14 básní, z toho 6 epických z doby předkřesťanské a doby historické, 2 lyrickoepické, 6 milostných lyrických a jeden zlomek. Čtrnáct básní rukopisu by podle značení kapitol (viz výše) mělo tvořit jen malou část velmi rozsáhlého a dnes neznámého básnického celku.
epické básně
- Oldřich (Oldřich a Boleslav, chybí začátek) – popisuje vypuzení Poláků v čele s Boleslavem Chrabrým z Čech Přemyslovci Oldřichem a Jaromírem roku 1004
- Beneš Heřmanóv – popisuje, jak (Heřmanův syn) Beneš porazil německé loupící Sasíky pod „Hrubú Skalú“, historicky nedoložená událost kladená do roku 1203 a zobrazená na monumentálním plátně Pobití Sasíků pod Hrubou Skálou od Mikoláše Aleše
- Jaroslav (O velikých bojech křesťan s Tatary, nejrozsáhlejší báseň) –  týká se mongolského vpádu do Evropy a na Moravu, údajně zastavený roku 1241 u Olomouce Jaroslavem ze Šternberka (jméno Jaroslav jinak uvádí až Hájkova kronika) ; v básni je motivem vpádu pohanění princezny Kublajevny
- Čestmír a Vlaslav – Čestmír, vojevůdce bájného Přemyslovce Neklana, poráží odbojného luckého velmože Vlaslava; pověst o lucké válce známá už z Kosmovy kroniky, kde má vojevůdce neslovanské jméno Tyr
- Ludiše a Lubor (O slavném sědání) – Lubor je vítězem klání (sědání) uspořádaného zálabským knížetem a za to dostane od jeho dcery Ludiše dubový věnec
- Záboj (O velikém pobití) vypráví o vítězství Záboje a Slavoje nad německým Luděkem; jinak neznámí bájní hrdinové, předobraz Záboje byl některými badateli hledán v Sámovi, vůdci Slovanů v 7. století; v básni je zmínka o bájném pěvci Lumírovi, který svým zpěvem pohnul Vyšehradem i celou vlastí

lyrickoepické básně
- Zbyhoň – mladík osvobodí svou milou z rukou násilného Zbyhoně
- Jelen – sokem zabitý mladík je přirovnáván k jelenu (téměř shodný text je také součástí Milostné písně krále Václava)

lyrické básně
Lyrické básně jsou krátké, s výjimkou delších „Jahod“ mají jen 12–16 veršů.
- Kytice – dívka vidí ve vodě plout kytici a přemýšlí o jejím původu
- Jahody – dívka si při sběru jahod v lese zapíchne trn do nohy, nedbá na varování matky před chlapci a oddá se milému
- Róže – dívka přirovnává svůj osud k předčasně rozkvetlé a umrzlé růži a ztracený kamínek z prsténku ve snu ke ztracenému milému
- Žezhulice – žežulička na dubě naříká, že není věčně jaro, ale dívce by těžko bylo, kdyby byla věčně sama
- Opuštěná – dívka oslovuje miletínské lesy a oplakává pohřbené rodiče
- Skřivánek – dívka posílá milému odvedenému na kamenný hrádek vzkaz po skřivánkovi

### Ukázka – báseň Kytice
(přepis textu novočeským pravopisem podle Julia Enderse z roku 1993)
Věje větřieček s kněžeckých lesóv,
běže zmilitka ku potoku,
nabiera vody v kovaná vědra.
Po vodě k děvě kytice plyje,
kytice voná z viol a róží.
I je sě děva kyticu lovit,
spade, ach spade v chladnú vodicu.
„Kda bych věděla, kytice krásná,
kto tebe v kyprú zemicu sáze,
tomu bych dala prstének zlatý.
Kda bych věděla, kytice krásná,
kto tebe lýkem hebúčkým sváza,
tomu bych dala jehlicu z vlasóv.
Kda bych věděla, kytice krásná,
kto tě po chladnéj vodici pusti,
tomu bych dala vienek svój z hlavy.“
Pokud jde o básnickou hodnotu RK, ta nebyla nikdy zpochybňována. Oceňovali ji např. Karel Hynek Mácha, Jan Neruda, Julius Zeyer, Svatopluk Čech. Ve 20. století převedl básně Rukopisů do novější a srozumitelnější podoby Kamil Bednář. Bez ohledu na dobu a způsob vzniku je to nyní již přes 200 let stará literární památka, o které např. v roce 2011 řekl Jan Antonín Pitínský: „...když jsem si v různých překladech přečetl Rukopisy, doslova jsem se do nich zbláznil, neboť jsem nějakým průrazem zjistil, že je to poezie zcela světová, ne okrajová, ale úchvatná, hodná Máchy a Erbena.“

### Text rukopisu
(některá z mnoha vydání)
- HANKA, Václav a Václav SVOBODA. Rukopis Králodworský: sebránj lyricko-epických Národnjch Zpěwů, wěrně w půwodnjm starém gazyku, též w obnoweném pro snadněgšj wyrozuměnj, s připogenjm německého přeloženj. W Praze: Wáclaw Hanka, 1819, s. [1]. Dostupné také z: https://ndk.cz/uuid/uuid:06ff0d50-7c91-11e7-94b3-005056825209 (1. vydání).
- Kralodworsky Rukopis – plný text s paralelním překladem do němčiny a historickým přehledem (V. Hanka, V. A. Svoboda 1829)
- Polyglotta Kralodvorského rukopisu. Vydání Váceslava Hanky. V Praze: nákladem vydavatelovým, 1852. Text v původním i obnoveném pravopisu; překlad: ruský, srbský, illyrský, polský, hornolužický, vlaský, anglický, německý; ukázky: dolnolužického, maloruského, krajnského, francouzského i bolgarského.] Dostupné také online (Knihovna Kongresu USA).
- Cheskian Anthology: Being a History of the Poetical Literature of Bohemia with Translated Specimens Anglická studie o nejstarší české literatuře, s překlady Rukopisu královédvorského (John Bowring 1832)
- HANKA, Václav. Rukopis Kralodvorský, a jiné výtečnějšie národnie spěvopravné básně. Praha: V. Hanka, 1843. 316 s. Dostupné online.
- TYRŠOVÁ, Renáta; PRUSÍK, František Xaver. Rukopis Kralodvorský : staročeské zpěvy hrdinské a milostné. Ilustrace Josef Mánes. Praha: F. Šimáček, 1886. 80 s. Dostupné online.
- ŽUNKOVIČ, Martin. Rukopisové Zelenohorský, Píseň pod Vyšehradem a Kralodvorský. 1. vyd. Olomouc: J. Slovák, 1912. 112 s.

### Novodobé vydání
- Staročeské zpěvy hrdinské a milostné: Rukopisy královédvorský a zelenohorský. Vydání 1. Bílovice: Černý Drak, 2018. 143 stran. ISBN 978-80-907324-1-4. (Obsahuje oba Rukopisy ve novodobé transkripci společně s Písní vyšehradskou a Milostnou písní krále Václava.)